# Podborze (Petite-Pologne)
Pour les articles homonymes, voir Podborze.
Podborze est une localité polonaise de la gmina d'Olesno, située dans le powiat de Dąbrowa en voïvodie de Petite-Pologne.